# Alison Koch-Kent
Alison Koch-Kent, (Worsley (Engeland), 21 augustus 1913 – Luxemburg-Stad, 10 april 2006) was een Luxemburgs modetekenaar en graficus.

## Leven en werk
Alison Kent werd geboren in Worsley, in het district City of Salford. Ze werkte in de jaren 1940 als modetekenaar in Londen. In 1942 trouwde ze daar met de Luxemburgse journalist Henri Koch-Kent (1906-1999). Om niet verward te worden met de CSV-politicus Henri Koch, ging hij de naam van zijn vrouw gebruiken. Het paar woonde vanaf 1950 in Luxemburg, onderbroken door een aantal jaren in Brussel (1953-1959). Henri werd in 1959 directeur van de Lëtzebuerger Journal.
Naast haar modetekeningen maakte Alison Koch-Kent onder meer grafisch reclamewerk en verzorgde ze boekillustraties, waaronder voor de 2003-uitgave van D'Maus Kätti van Auguste Liesch. In 1989 publiceerde ze haar eigen boekje Joyeuse domesticité: une tranche de vie en images. 
Koch-Kent overleed op 92-jarige leeftijd.

## Enkele werken
- 1971 illustraties voor Och eng Spicht vum Renert van Francis Steffen.
- 1977 illustraties voor Die geopferte Generation: (les sacrifiés): die Geschichte der Luxemburger Jugend während des zweiten Weltkrieges van Francis Steffen.
- 1983-1986 omslagontwerp voorVu et entendu (2 vol) van Henri Koch-Kent.
- 2003 illustraties voor D'Maus Kätti van Auguste Liesch.
- 2004 illustraties voor How to remain what you are van Georges Erasme Muller.

- Gemeinsame Normdatei: 1088444946
- Nationale Bibliotheek van Tsjechië: xx0002287
- Virtual International Authority File: 271145857885623020202